# Подорожник (птах)
Подорожник (Calcarius) — рід горобцеподібних птахів родини Calcariidae.

## Поширення
Рід поширений в Європі, Азії та Північній Америці.

## Список видів
Містить 3 види:
- Подорожник лапландський (Calcarius lapponicus)
- Подорожник чорногрудий (Calcarius ornatus)
- Подорожник вохристий (Calcarius pictus)